# Атина Алкидем
Вижте пояснителната страница за други значения на Атина.
Атина Алкидем (на старогръцки: Αθηνά Αλκίδημος) е епитет на Атина, древногръцката богиня на мъдростта, занаятите и военните стратегии. Атина Алкидем е покровителката на македонската столица Пела. В превод името Алкидем означава Защитничка на народа. Вариант на името е Атина Алкида (Αθηνά Αλκίς), тоест Защитничка. Атина Алкидем с гръмотевица в дясната ръка и щит (егида) в лявата е обичайно изображение върху монетите на елинистическите царе.